# Демьяновка (Сумская область)
Демьяновка (укр. Дем'янівка) — село,
Марчихино-Будский сельский совет,
Ямпольский район,
Сумская область,
Украина.
Код КОАТУУ — 5925681902. Население по переписи 2001 года составляло 27 человек .

## Географическое положение
Село Демьяновка находится на левом берегу реки Шеенка, недалеко от её истоков,
ниже по течению на расстоянии в 3 км расположено село Марчихина Буда.
В 1,5 км от села проходит граница с Россией.